# 善良議会
善良議会（ぜんりょうぎかい、英: Good Parliament）は、1376年4月から7月にかけて開かれたイングランド議会の呼び名である。エドワード3世の失政を糾弾し、腐敗を改めて政治刷新を図ったことから「善良(Good)」の名を冠された。「善良議会」のほか、「善政議会」とも訳される。州や都市代表の平民（コモンズ）の庶民院議員たちがこれ以前に前例がないほど活発な動きを見せ、国王政府の失政を糾弾し、その高官を弾劾したことが特筆される

## 歴史
エドワード3世の治世末である1370年代には百年戦争の軍事的失敗と軍資金確保のための増税が国民に重くのしかかり、さらにエドワード3世が老衰で政治も戦争も他人任せになり、愛妾アリス・ペラーズに溺れて彼女の意にままになったり、四男のランカスター公ジョン・オブ・ゴーントが専横を振るったり、廷臣たちも税を着服して私腹を肥やすようになったため、国王政府に対する不満が高まった。1375年にはフランスとの間に2年の休戦協定が締結されたものの、休戦明けにはカスティーリャの参戦と情勢の一層の悪化が予想されていたため、政府は勝利の見通しをもって議会に臨むことができなかった。
そういう状況下で開かれたのが善良議会であり、1376年4月にウェストミンスターにおいて招集された。政府側の提出議題は主に対外防衛方針の確立と対仏戦争継続措置の取り決めであり、課税提案も含まれていた。対して州・都市代表の平民（コモンズ）の議員（庶民院議員）の討議は主に教皇によるイングランド教会からの財政的搾取、およびそれを黙認している国内勢力への批判と、政府当局者の腐敗行為の弾劾だった。特に後者に時間が割かれた。
会期中ピーター・ド・ラ・メアーが平民議員たちの代表として行動した。そのため彼は後世に最初の庶民院議長と見なされる人物となった。彼は第3代マーチ伯エドマンド・モーティマーの執事であったため、マーチ伯やその同僚たちの保護を受けられる立場であることも大きかった。
結局平民議員たちは「王が資金不足に陥っているのは、王あるいは王国に忠実ではなく有益でもない助言者や役人がいるため」として国王に資金を与えることを拒否したが、これは前例のない平民議員の王権への抵抗だった。具体的に誰か個人名を挙げて特定することを求められた庶民院議長メアーは、王の侍従長である第4代ラティマー男爵ウィリアム・ラティマー、第3代ネヴィル男爵ジョン・ネヴィル、リチャード・ライアンズ、他にロンドン商人数名、そしてエドワード3世の愛妾だったアリス・ペラーズの名前を挙げた。アリス・ペラーズについては彼女のための出費は年間2000ポンドから3000ポンドに及ぶと指摘した。
主な嫌疑はラティマー男爵とライアンズに対してかけられた。二人はカレーから輸出羊毛指定市場を取り除いて、その規制を逃れるための許可を与えることで不正に利益を得、また王との金融取引によっても莫大な利益をあげたとされた。またラティマーはフランスのベシュレル港とサン・ソヴール港の前年の降伏に責任を負っているともされた。
善良議会は中世議会としては異例の長期にわたり、7月10日までの2カ月半にわたって続いた。その間、善良議会で取り決められたことは、3年にわたる関税徴収を承認、アリス・ペラーズの宮廷からの追放、諸侯の助言により選ばれた9名の聖俗諸侯から成る評議会に国王補佐権を付与すること、ラティマー男爵やネヴィル男爵ら国王側近の弾劾（前者は逮捕、後者は解任）などである。特に議会における弾劾という新しい刑事裁判手続き（庶民院が国王政府の大臣や役人を告発し、貴族院が裁判所を構成して判決を下す）が導入されたことは重要な意味があり、これが先例となって17世紀、18世紀に多用されることになる。
平民議員たちの反発の根底には3種の不満があったと見られる。第一に戦局悪化状態での休戦に対する不満、第二に宮廷の腐敗への怒り、第三に商業上の不満、とりわけ輸出羊毛指定市場承認組合に属するイングランド商人とアウトサイダーたち（特にイタリア商人）の対立があった。15世紀以降にはこうした組合は政府の人為的な市場制限によって市場独占の機会を獲得し、組合はその利益の中から政府に財政的便宜を図るという共生関係ができあがるが、組合が発足してまだ十年前後のこの時期にはこの関係が安定的にできておらず、むしろイタリア商人と宮廷が結託していた。
善良議会で平民議員たちが勝利を収めることができたのは彼らが団結して王権に抵抗したからである。庶民院議長のメアーが代表者として行動し、彼は貴族院議員たちに対して「我々の一人の言うことは、全ての者が述べ、同意するものである」と豪語し、ラティマー男爵から告発人の一人を出すことを要求されたときも「自分と平民たちは共同で告発しているのだ」と反論している。また平民議員たちは臨時税の基準額の何分のいくつなど一回の譲与で認められる課税の総額を巡る交渉にも熟練してきていたこともある。
善良議会後、国王を監視する評議会が発足したが、わずか3カ月しか続かず、エドワードの反転攻勢を許した。1377年1月に召集された議会は、善良議会で弾劾された者たちに恩赦を与えたうえ、庶民院議長メアーを一定期間収監した。さらにエドワードの資金のために最初の人頭税の導入にまで同意した。この議会は王権の反動を許した議会として不良議会と呼ばれている。